# Торторми
Торторми (англ. Thorthormi) — высокогорное ледниковое озеро в Бутане.
Торторми расположено в гевоге Лунана на высоте 4428 метров над уровнем моря. Озеро питается быстро тающими гималайскими ледниками. После наводнения 1994 года, которое вызвало панику среди местного населения и привело к гибели 20 человек, правительство Бутана с помощью Программы развития ООН (UNDP), Всемирного фонда дикой природы (WWF), Австрийского агентства по охране окружающей среды (нем. Umweltbundesamt) и волонтёров разработали проект частичного осушения озера, в результате чего уровень воды был снижен на 86 см.